# Joseph-Antoine Boullan
 (mars 2015).
Joseph-Antoine Boullan, généralement connu comme l'Abbé Boullan, est un prêtre français du XIXe siècle condamné pour hérésie, né à Saint-Porquier (Tarn-et-Garonne) le 18 février 1824 et mort à Lyon le 4 janvier 1893.

## Biographie

### Prêtrise
Joseph-Antoine Boullan, après des études brillantes au séminaire de Montauban, est ordonné prêtre le 23 septembre 1848 et nommé vicaire de la paroisse Saint-Jean à Montauban pendant deux ans. Il se rend ensuite à Rome où il obtient son doctorat en théologie. En Italie, il fit partie des missionnaires du Précieux Sang et prêche plusieurs missions avant de revenir en France où il est nommé supérieur de la maison que la congrégation possède aux Trois-Épis, près de Turckheim, en Alsace. Il publie alors à Colmar en 1853, son premier ouvrage, une traduction de la Vie divine de la Sainte Vierge, extraite du livre de la Cité mystique, rédigé par Marie d’Agreda, célèbre abbesse espagnole du XVIIe siècle.
En 1854, il quitte cette position et vient à Paris comme prêtre. Il collabore à plusieurs revues pieuses, notamment Le Rosier de Marie, et assume la direction spirituelle d'une nommée Adèle Chevalier, qui, autrefois sœur converse de la communauté de Saint Thomas-de-Villeneuve à Soissons, avait été miraculeusement guérie de la cécité, en 1855, lors d'un pèlerinage à Notre-Dame-de-la-Salette : c'est là que Boullan la rencontre en mars 1856.

#### L'«Œuvre de la Réparation»
Dans une revue qu'il fonde, les Annales de la Sainteté, qui devient, le 1er janvier 1870, les Annales de la Sainteté au XIXe siècle, Boullan expose ses doctrines : il s’agit « d’offrir à Dieu, à titre de satisfaction ou de réparation, soit des prières spéciales, soit des souffrances physiques ou morales chrétiennement acceptées, ou même sollicitées, de manière à compenser ainsi dans une certaine mesure les offenses continuellement faites à la majesté divine par les pécheurs non repentis ». En 1859, il établit avec Adèle Chevalier une congrégation religieuse, l'« Œuvre de la Réparation », qui reçoit une autorisation provisoire de l'évêque de Versailles. Cette communauté, établie avenue de Bellevue à Sèvres (aujourd'hui l'avenue de la Division-Leclerc), ne sert qu'à dissimuler une liaison entre l'abbé et sa dirigée[réf. nécessaire]. Des pratiques scandaleuses s'y déroulent : ainsi, lorsqu'une religieuse tombe malade, Boullan la soigne, soit à l'aide d'hosties consacrées, soit à l'aide d'urine et de matières fécales appliquées en emplâtre. Le 8 décembre 1860, au sortir de la messe, il fait disparaître l'enfant qui venait de naître de ses amours interdites avec Adèle Chevalier.
Ce crime n'a jamais été découvert, mais l'évêché reçoit des plaintes quant à certains moyens que Boullan utilise pour se procurer de l'argent et à ses étranges méthodes thérapeutiques. En 1861, avec sa maîtresse, il est traduit en correctionnelle pour escroquerie et outrage public à la pudeur et, sur le premier chef d'accusation, ils sont reconnus coupables et condamnés à trois ans de prison. Boullan purge sa peine à la prison Bonne-Nouvelle de Rouen de décembre 1861 à septembre 1864. À l'été 1869, un procès ecclésiastique s'ouvre devant le Saint-Office, en raison d'un conflit de compétences entre les officialités de Versailles, où la congrégation avait été autorisée et Paris, dans le ressort de laquelle Boullan résidait depuis sa sortie de prison. Dans la cellule monastique qui lui est assignée dans l'attente de son jugement, il rédige la confession de ses crimes dans un document connu sous le nom de « Cahier rose » que Joris-Karl Huysmans retrouvera dans ses papiers après sa mort et qui se trouve depuis 1930 à la Bibliothèque vaticane. Boullan est en définitive absous par le Saint-Office et regagne Paris à l'hiver 1869.
Il appelle l'attention de l'archevêché par les vues hérétiques qu'il développe dans sa revue, notamment une théorie étrange de la substitution mystique, selon laquelle des « âmes réparatrices » reçoivent la mission de pécher pour que les autres ne pêchent pas. Cette conception curieuse pouvait naturellement ouvrir la voie à toutes sortes de débauche. Par ailleurs, sous couvert d'exorcisme, il enseigne à des religieuses tourmentées d'obsessions diaboliques des méthodes d'auto-suggestion et d'autohypnose qui leur permettent paraît-il d'avoir, en songe, des relations sexuelles avec les saints et avec Jésus-Christ.

### Successeur de Vintras
L'archevêque de Paris, le cardinal Guibert, en ayant référé à Rome reçoit en février 1875 l'ordre d'interdire l'abbé Boullan. Après une vaine tentative d'appel à Rome, Boullan quitte définitivement l'Église catholique le 1er juillet 1875. Il entre en relation avec le thaumaturge Eugène Vintras, de Tilly-sur-Seulles, qui prétendait être la réincarnation du prophète Élie, envoyé sur terre pour préparer « le Troisième Règne, l'ère du Paraclet, la venue du Christ glorieux », qui lui fait don de quelques-unes de ses hosties « miraculeuses », sur lesquelles des symboles déformés sont tracés en lettres de sang. Lorsque Vintras meurt le 7 décembre 1875, Boullan se proclame son successeur à la tête de l'« Œuvre de la Miséricorde » et se prépare à assumer ces fonctions en se rendant à Lyon, en février 1876, pour consulter les archives de Vintras et se familiariser avec ses doctrines, dont il peut constater qu'elles n'étaient pas très éloignées des siennes.
Ses prétentions suscitent néanmoins la méfiance des disciples de Vintras : à la fin de l'année 1876, seuls trois pontifes parmi les dix-neuf que Vintras avaient consacrés le reconnaissent pour leur chef. Il installe son quartier-général à Lyon, d'abord chez un dénommé François-Ours Soiderquelk, dit « Adhalnaël, pontife vintrasien de Cordiale et Sainte Unification » puis, en 1884, chez un architecte nommé Pascal Misme, « pontife du Chrême divin Melchisédéen », 7 rue de La Martinière. Un petit cercle de « fidèles » s'y réunissent, et peuvent assister aux rites du « Sacrifice de gloire de Melchisédech » ou du « Sacrifice provictimal de Marie », célébrés par Boullan. Une assistance beaucoup plus réduite est admise aux « Unions de Vie », les plus importantes des cérémonies.
Boullan enseigne à ses fidèles que « la chute édénale s'étant effectuée par un acte d'amour coupable, c'est par des actes d'amour religieusement accomplis que peut et doit s'opérer la Rédemption de l'Humanité » et préconise à l'adepte qui souhaite se racheter lui-même d'avoir des rapports avec des entités célestes, tandis que celui qui, par charité, souhaite aider des êtres inférieurs à se racheter doit avoir des rapports sexuels avec eux. Comme le fit remarquer Stanislas de Guaita, Boullan a ainsi érigé la fornication en pratique liturgique.

### "L'affaire Boullan"
Progressivement, Boullan relâche sa prudence. Il admet d'abord dans son cercle le chanoine Roca, un prêtre occultiste qui publie une revue intitulée L'Anticlérical, et qui s'éloigne de lui dégoûté, tout comme Stanislas de Guaita,  venu à Lyon en novembre 1886, et l'occultiste Oswald Wirth qui, après avoir feint pendant plus d'un an d'adhérer aux doctrines de Boullan, rompt brutalement avec lui une fois en possession d'un document écrit qui les récapitule. 
Au début de 1887, Guaita et Wirth convoquent un « tribunal initiatique » qui condamne Boullan et l'informe, le 24 mai 1887, qu'il est condamné. En 1891, ils exposent publiquement ses doctrines dans Le Temple de Satan. Boullan, pour sa part, pense que la condamnation en question est un arrêt de mort et se lance dans toutes sortes de sortilèges pour tenter de la déjouer.
En 1890, Boullan est présenté à Joris-Karl Huysmans par Berthe de Courrière, avec qui il est en relations, et inspire le personnage du Docteur Johannès dans Là-Bas (1891). À sa mort, Boullan léguera à Huysmans ses papiers personnels, notamment sa Confession, rédigée alors qu'il attendait la sentence du Saint-Office. En 1892, Boullan est condamné par le tribunal de Trévoux pour exercice illégal de la médecine, c'est apparemment Huysmans qui règle l'amende, ce qui indique combien ils sont devenus proches. Boullan meurt en 1893 en attribuant sa mort à la magie noire de Wirth et Guaita. Huysmans soutient cette hypothèse, et se croit lui aussi victime d'attaques magiques.
Le journaliste Jules Bois, ami notoire de Boullan, ayant accusé ouvertement Guaita d'avoir assassiné le vieux prêtre, Guaita convoque le journaliste à un duel au pistolet. Tous deux en sortent indemnes, Jules Bois affirmera par la suite qu'une des balles aurait été « magiquement arrêtée dans le pistolet » (Jules Bois, Le Monde Invisible).

## Publications
- Joseph-Antoine Boullan Vie divine de la très-sainte Vierge Marie par Marie d'Agréda (traduction).